# Еп о Манасу
Еп о Манасу (кирг. Манас дастаны, ماناس دستانی, казахстански: Манас дастаны, Manas dastany, азербејџански: Manas dastanı, турски: Manas Destanı) је традиционална епска песма која датира из 18. века, али киргишки народ тврди да је еп много старији. Радња Манаса се врти око низа догађаја који се поклапају са историјом региона у 9. веку, првенствено интеракцијом Киргистана са Турцима и Кинезима.
Влада Киргистана прославила је 1.000. годишњицу Манаса 1995. Истоимени херој Манас и његов непријатељ Јолој први пут су пронађени написани у персијском рукопису од 1792–93. Епска песма се састоји од приближно 500.000 редова.

## Приповедање
Епска прича говори о Манасу и његовим потомцима и њиховим биткама против различитих ратника. Еп почиње са деструкцијом и тешкоћама коју су произвели Ојрати. Јакуп у ово доба достиже зрелост као власник многих стада без иједног наследника. Његове молитве на крају бивају услишене, а на дан рођења свог сина, посвећује ждребицу, Торушар, рођену истог дана у службу свог сина. Син је јединствен међу својим вршњацима по својој снази, несташлуку и великодушности. Ојрати су чули о овом младом ратнику и упозоравају свог вођу. Смишљен је план за хватање младог Манаса. Они не успевају у овом задатку, а Манас је у стању да окупи свој народ и на крају је изабран и проглашен за хана.
Манас проширује свој досег укључивањем домета Ујгура на јужној граници Јунгарије. Један од поражених ујгурских владара даје своју кћер Манасу за брак. У овом тренутку, киргијски народ је изабрао, уз Манасову помоћ, да се врати са планина Алтај у своју „земљу предака“ у планинама данашњег Киргистана. Манас започиње своје успешне походе против својих комшија у пратњи својих четрдесет сапутника. Манас се на крају окреће да се суочи са афганистанским народом на југу у борби, где након пораза Авганистанци ступају у савез са Манасом. 
Еп се наставља у различитим облицима, у зависности од манашија, рецитовача епа.

## Историјски значај и утицај
Без обзира да ли је Манас био стварна особа или не, његов утицај на савремени Киргистан је био огроман. Застава садржи 40 сунчевих зрака, који представљају 40 племена која је Манас ујединио као прву киргишку државу. Широм Киргистана постоје знаменитости назване по Манасу, од Међународног аеродрома Манас до Манас проспекта до Киргишко-турског универзитета Манас, све у Бишкеку. Врх Манас, са 4.482 м (14.704 фт), највиши је врх у Таласу, а 3349 Манас је мала планета коју је совјетски астроном открио 1979. године.